# 유인식
유인식(1972년~)은 SBS 드라마본부의 프로듀서이다.드라마 베가본드..이렇게 허접하게 구성된 드라마는 정말 드물다. 국정원 내용, 청와대 내용, 이승기의 과도한 연기, 배수지의 책읽는 것 같은 연기 모두 대 참사인 드라마이다.  모르코장면 설정..모두 뭐하나 생각하고 만든건 없다. 드라마는 각본의 치밀함이 생명인데, 그냥 지 마음대로 돈 잔치하듯 만든 , 너무 허잡한 드라마 이다

## 학력 및 경력
- SBS 드라마본부 프로듀서

## 작품

### 드라마
- 2003년 SBS 시트콤 《스무살》 - 연출
- 2004년 SBS 주말 미니시리즈 《폭풍 속으로》 - 공동연출
- 2005년 SBS 월화 미니시리즈 《불량주부》 - 연출
- 2006년 SBS 드라마스페셜 《불량가족》 - 공동연출
- 2006년 SBS 드라마스페셜 《연인》 - 조연출
- 2007년 SBS 드라마스페셜 《외과의사 봉달희》 - 조연출
- 2008년 SBS 드라마스페셜 《불한당》 - 연출
- 2010년 SBS 창사 20주년 대하 드라마 《자이언트》 - 공동연출
- 2012년 SBS 월화 미니시리즈 《샐러리맨 초한지》 - 연출
- 2013년 SBS 주말 특별기획 드라마 《돈의 화신》 - 연출
- 2014년 SBS 드라마스페셜 《너희들은 포위됐다》 - 연출
- 2015년 SBS 월화 미니시리즈 《미세스 캅》 - 연출
- 2016년 MBC 주말 미니시리즈 《불어라 미풍아》 - 공동연출
- 2016년 SBS 월화드라마 《낭만닥터 김사부》 - 연출
- 2019년 SBS 금토 미니시리즈 《배가본드》 - 연출
- 2020년 SBS 월화 미니시리즈 《낭만닥터 김사부 2》 - 연출
- 2022년 ENA 《이상한 변호사 우영우》 - 연출
- 2023년 SBS 금토드라마 《낭만닥터 김사부 3》 - 연출
- 2024년 《더 B팀(드라마)》 - 연출

### 음악
- 1996년 이정봉 - 어떤가요 (작사)

### 영화
- 1989년 《추억의 이름으로》
- 1993년 《무적의 파이터 우뢰매》
- 1994년 《세상 밖으로》
- 1997년 《똑바로 살아라》
- 2002년 《광복절 특사》
- 2004년 《아는 여자》

## 수상 및 후보
| 연도 | 시상식                          | 부문                                | 작품                 | 결과 |
| ---- | ------------------------------- | ----------------------------------- | -------------------- | ---- |
| 2010 | 그리메상                        | 연출상                              | 자이언트             | 수상 |
| 2010 | SBS 연기대상                    | 최우수 작품상                       | 자이언트             | 수상 |
| 2010 | 대한민국 콘텐츠 어워드 방송영상 | 그랑프리부문 문화체육관광부장관표창 | 빈칸                 | 수상 |
| 2011 | 제38회 한국방송대상             | 장편드라마 TV부문 작품상            | 자이언트             | 수상 |
| 2017 | 제53회 백상예술대상             | TV부문 드라마 작품상                | 낭만닥터 김사부      | 후보 |
| 2017 | 제53회 백상예술대상             | TV부문 연출상                       | 낭만닥터 김사부      | 수상 |
| 2023 | 제59회 백상예술대상             | TV부문 연출상                       | 이상한 변호사 우영우 | 수상 |